# Pseuderannis incana
Pseuderannis incana là một loài bướm đêm trong họ Geometridae.